# Valea Mare, Vâlcea
Valea Mare là một xã thuộc hạt Vâlcea, România. Dân số thời điểm năm 2002 là 3222 người.